# Foxtrot
 For alternative betydninger, se Foxtrot (flertydig). (Se også artikler, som begynder med Foxtrot)
Foxtrot er en pardans, som er opstået i USA omkring 1914. Den danses i 4/4-takt.
Dens oprindelse tilskrives en vaudevilleskuespiller ved navn Harry Fox, som opfandt den til brug for optrædende, der ikke beherskede den vanskeligere two-step. Dog knytter navnet sig muligvis også til en amerikansk betegnelse for en travart, fox trot, som ses hos heste.
Dansen opstod blandt New Yorks sorte befolkningsgrupper, men bredte sig hurtigt i både USA og Europa. Dansen var fra starten relativt langsom i sin rytme, men blev hurtigt tilpasset et højere tempo, som omkring 1920 lå på omkring 34-42 takter i minuttet. Samtidig begyndte man at standardisere dansen, så danseskoler kunne undervise eleverne på en ensartet måde.
I midten af 1920'erne kom charleston frem med sit hurtige tempo og overtog for en tid en del af foxtrottens popularitet, og selvom charlestonmoden forsvandt ret hurtigt, havde den påvirket foxtrot i en grad, så der opstod en ny quick-foxtrot dans. Denne dans er siden blevet etableret som quickstep.
Den langsommere, oprindelige foxtrot blev også videreudviklet og bliver nu ofte betegnet "slow foxtrot" eller "slowfox", som er en internationalt standardiseret sportsdans normeret i et tempo på 30 takter i minuttet.